# Décor simultané
Pour les articles homonymes, voir Simultané.

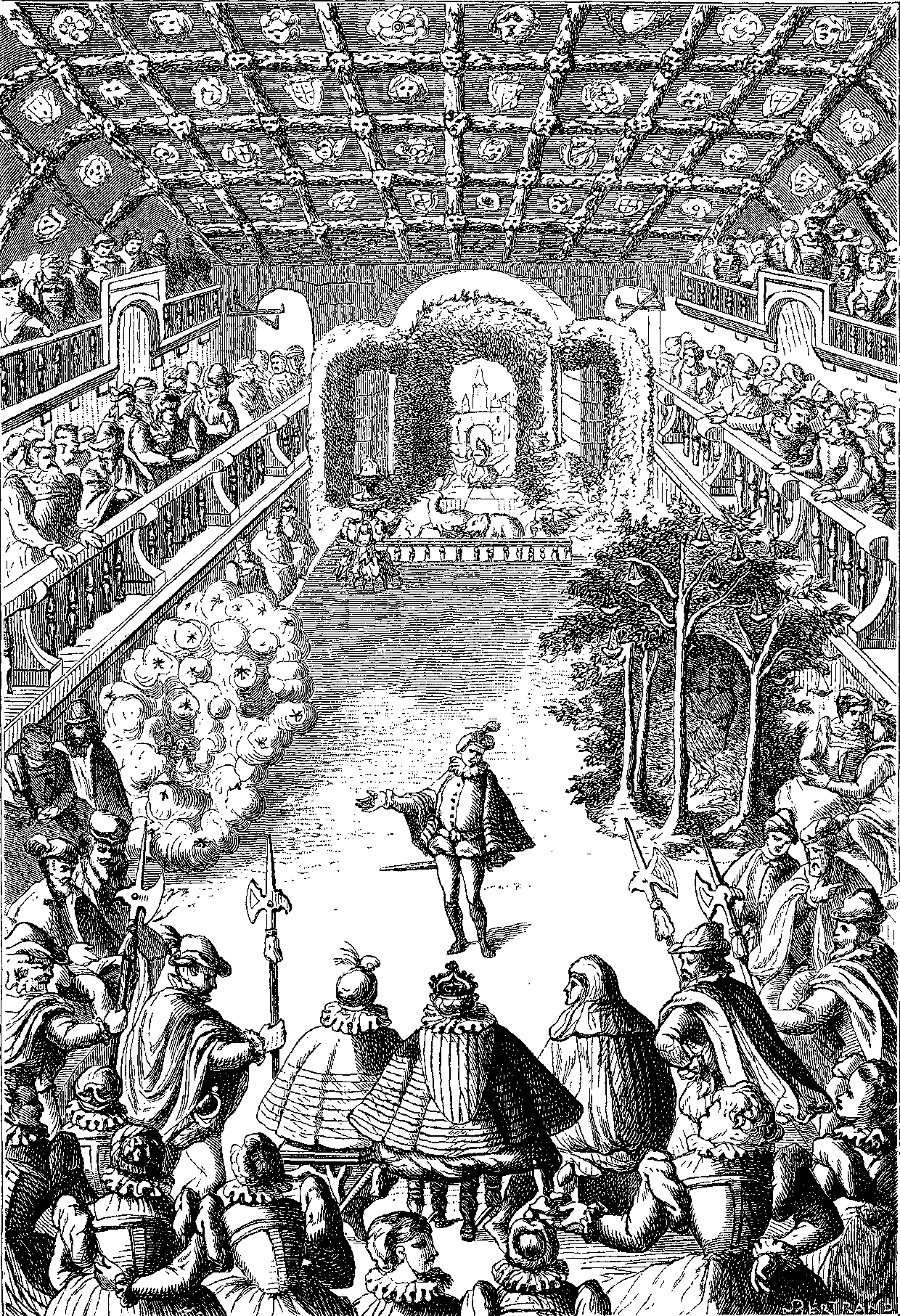
Première scène du Ballet comique de la reine donné à Paris devant Henri III de France en 1581 (gravure de 1874 d'après une gravure de 1582).

Le décor simultané est un type de décor hérité des mystères du théâtre médiéval et employé dans le théâtre baroque du début du XVIIe siècle pour représenter sur la même scène les différents lieux de l'action théâtrale au moyen de compartiments. Pour signifier un changement de scène, les acteurs changeaient de compartiment.
Ce système de décor a connu un certain engouement auprès du public avec l'apparition des machines au début du siècle, mais il sera finalement abandonné entre 1630 et 1650 pour laisser place au décor unique.